# Верхнеперевальское сельское поселение
Верхнеперевальское се́льское поселе́ние — сельское поселение в Пожарском районе Приморского края.
Административный центр — село Верхний Перевал.

## История
Статус и границы сельского поселения установлены Законом Приморского края от 7 декабря 2004 года № 191-КЗ «О Пожарском муниципальном районе»

## Население
| 2005  | 2010  | 2011  | 2012  | 2013  | 2014  | 2015  |
| ----- | ----- | ----- | ----- | ----- | ----- | ----- |
| 1524  | ↘1327 | ↘1320 | ↗1333 | ↘1321 | ↘1307 | ↘1302 |
| 2016  | 2017  | 2018  | 2019  | 2020  | 2021  |       |
| ↘1299 | ↘1260 | ↘1234 | ↘1202 | ↘1155 | ↘969  |       |

## Состав сельского поселения
В состав сельского поселения входят 2 населённых пункта:
| № | Населённый пункт | Тип населённого пункта       | Население |
| - | ---------------- | ---------------------------- | --------- |
| 1 | Верхний Перевал  | село, административный центр | ↘1316     |
| 2 | Стрельниково     | село                         | ↘11       |

## Местное самоуправление
Администрация
Адрес: 692015, с. Верхний Перевал, ул. Школьная, 1. Телефон: 8 (42357) 32-1-89
Глава администрации
- Леонов Владимир Викторович